# Left Hand Free
Left Hand Free è un singolo del gruppo indie rock inglese alt-J, pubblicato nel 2014 come secondo estratto dall'album This Is All Yours.

## Tracce
- Download digitale

1. Left Hand Free – 2:53

## Video
Il videoclip della canzone è stato diretto da Ryan Staake e pubblicato il 7 agosto 2014. Esso è stato diffuso in due versioni.